# Dekanat Nowogard

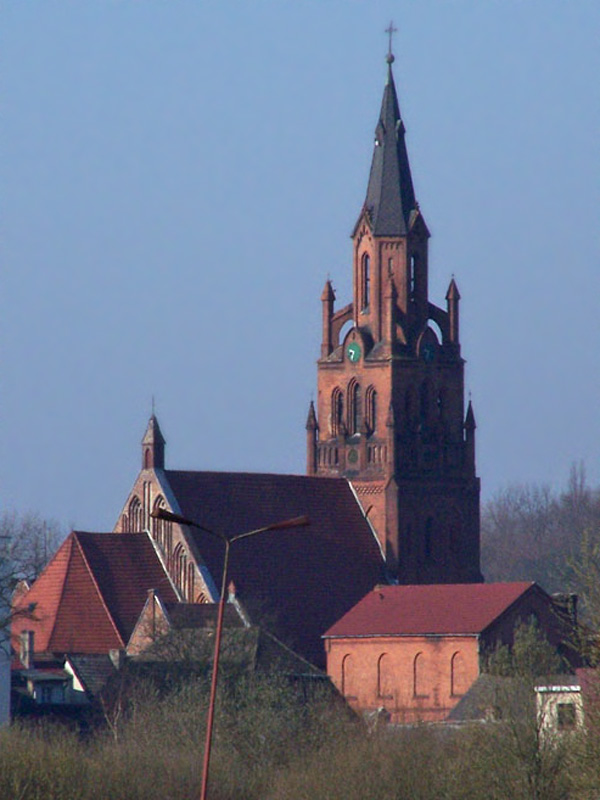
Kościół w Dobrej

Dekanat Nowogard – jeden z dekanatów należący do archidiecezji szczecińsko-kamieńskiej.

## Parafie
- Dobra (pw. św. Klary)
- Długołęka (pw. św. Anny)
- Parafia Wniebowzięcia Najświętszej Maryi Panny w Nowogardzie
- Parafia św. Rafała Kalinowskiego w Nowogardzie
- Parafia Matki Boskiej Fatimskiej w Nowogardzie
- Strzelewo (pw. św. Sylwestra)
- Wierzbięcin (pw. Niep. Poczęcia NMP)
- Żabowo (pw. MB Różańcowej)

## Dziekan i wicedziekan
- Dziekan: ks. kan. Marek Prusiewicz
- Wicedziekan: ks. kan. dr Ireneusz Kamionka
- Ojciec duchowny: ks. Andrzej Wąsik